# Octobre 1907

## Événements
- 18 octobre : convention de la Haye (acte final de la deuxième conférence de la paix). Adoption d’une résolution sur l’arbitrage obligatoire en cas de conflit.

- 21 octobre : panique bancaire aux États-Unis. La baisse brutale des prix des matières premières aux États-Unis entraîne une crise économique au Mexique (1907-1911), qui freine l’ascension sociale des classes moyennes.

- 26 octobre : Henri Farman remporte la Coupe Archdeacon pour les records signés ce jour à bord d'un « Voisin » : distance : 770 mètres, vitesse : 52,700 km/h, durée 52 secondes et trois cinquièmes de seconde.

## Naissances
- 9 octobre : Jacques Tati, réalisateur français († 5 novembre 1982).
- 10 octobre : R. K. Narayan, écrivain indien († 13 mai 2001).
- 13 octobre : René Radius, résistant et un homme politique français († 14 novembre 1994).
- 16 octobre :
  - Louis Toffoli, peintre français († 18 février 1999).
  - Roger Vailland, écrivain français († 12 mai 1965).
- 21 octobre : Níkos Engonópoulos, peintre et poète grec († 31 octobre 1985).
- 22 octobre : Jules Roy, écrivain français († 15 juin 2000).
- 29 octobre : Edwige Feuillère, comédienne française († 13 novembre 1998).
- 31 octobre : Stéphane Errard, spéléologue français († 26 décembre 1983).

## Décès
- 26 octobre : Khalīl al-Khūrī, propriétaire de presse ottoman (° 28 octobre 1836).